# قلعه ۳
قلعه ۳ (به انگلیسی: Stronghold 3) یک بازی ویدئویی در سبک استراتژی هم‌زمان است که در سال ۲۰۱۱ توسط استودیو فایرفلای منتشر شده‌است. این بازی، هفتمین نسخه از مجموعه قلعه، پس از ارائه چندین نسخه فرعی بود.

## نسخه‌ها

### نسخه اصلی (orginal)
گرافیک بازی داری فضای تاریک است اما همتای بازی‌های سال۲۰۱۱می‌باشد. فضای بازی بیشتر تیره آفریده شده تا طبیعی تر به نظر برسد و روایت گر قرون وسطا باشد.
بازی داری بخش سیو گیم (ذخیره بازی) ولود گیم (بارگذاری بازی) است که با استفاده از آنها می‌توان بازی راذخیره وبارگذاری کرد.
تمامی تنظیمات نیز در بخش اپشن موجود است.
صدا گذاری بازی نیز مانند قبل است ولی چند موزیک جدید به بازی اضافه شده. این نسخه اولین نسخه بازی است. مودهای بازی متشکل از:
بخش آموزش:اموزش بخش‌های از بازی برای فهمیدن گیم پلی
کمپین اصلی:شامل هفده مرحله است و ادامه ای برکمپین اصلی بازی قلعه۱ است.
| گردآورنده  | امتیاز |
| ---------- | ------ |
| گیم‌رنکینگز | ۴۵٪    |
| متاکریتیک  | ۴۷٪    |

| ناشر                 | امتیاز |
| -------------------- | ------ |
| گیم اینفورمر         | ۴/۱۰   |
| گیم‌پرو               | ۲/۵    |
| گیم‌اسپات             | ۴٫۵/۱۰ |
| گیم‌اسپای             | ۱٫۵/۵  |
| گیمز ریدار+          | ۴/۱۰   |
| آی‌جی‌ان               | ۵٫۵/۱۰ |
| پی‌سی گیمر (بریتانیا) | ۵۶٪    |
| پی‌سی پاورپلی         | ۵/۱۰   |
| Cheat Code Central   | ۳٫۷/۵  |
| Destructoid          | ۲/۱۰   |
| ZTGameDomain         | ۶۹٪    |
| GamingXP             | ۷۰٪    |
| Eurogameamir Italy   | ۶/۱۰   |
| Worth Playing        | ۵٫۹/۱۰ |
| DarkStation          | ۵/۱۰   |

کمپین اقتصادی:شامل هشت مرحله و ادامه ای بر کمپین اصلی است. این کمپین شامل نبردهای کمتری است
سرگذشت محاصره‌ها:در رابطه با محاصره‌ها در قلعه‌های واقعی قرون وسطا بوده و در ان از روایت استفاده شده همچنین شامل یک بخش برای دفاع و یک بخش برای حمله به این قلعه هاست.
ساخت رایگان:ایجاد قلعه بدون هیچ جنگی در نقشه ای آزاد.
نقشه‌های خود ساخته:ایجاد نقشه‌های خود ساخته و بازی کردن در آنها.
نبرد چند نفره:بازی کردن به صورت انلاین با دیگر بازیکنان از سراسر جهان همچنین شامل یک مود است:دیتمچ

### نسخه طلایی(GOLD)
اضافه شدن فول اسکرین به بخش گرافیک وطیف نوری ارتقای گرافیک حذف مشکلات هوش مصنوعی. وتغییرات جزئی در بازی همچنین گزنیه حذف نقشه به بخش ذخیره (سیو) و بارگذاری (لود) اضافه شده. در واقع نسخه طلایی آخرین نسخه به همراه تمامی بسته‌های الحاقیست.
از مودهای اضافه شده در این نسخه می‌توان به:
کمپین بلک استاف:این کمپین پنج مرحله ادامه دیگر بر کمپین اصلی است.
همچنین به سرگذشت قلعه‌ها نقشه‌های بیشتری اضافه شده به ساخت رایگان نقشه‌های بیشتری اضافه شده و یک اپشن کنترل که با ان می‌توان میزان پول و اعتبار را کنترل کرد به ان اضافه شده سه نقشه هم به بخش نقشه‌های خود ساخته به عنوان هدیه به این بازی اضافه شده در بخش چند نفره هم سه مود جدید اضافه شده:پادشاه سرزمین، تصرف پرچم و ارتقای قدرت